# إتيان فالو
إتيان ـ لويس أرتور فالو (بالفرنسية Étienne-Louis Arthur Fallot) هو طبيب فرنسي  (1850 ـ 1911) ولد في سيت (بالفرنسية Sète) بجنوب فرنسا، والتحق بجامعة مونبلييه سنة 1867 لدراسة الطب، وأصبح أستاذاً لحفظ الصحة والطب الشرعي بجامعة مرسيليا سنة 1888.
وفي سنة 1888 اكتشف فالو الاكتشاف الذي خلد اسمه في كتب الطب، وهو وصفه لما سمي برباعية فالو، وهي إحدى العيوب الخلقية في القلب
.